# Heathers
Heathers (Alternativtitel Lethal Attraction) ist eine schwarze Komödie aus dem Jahr 1988 mit Winona Ryder, Christian Slater und Shannen Doherty. Der Film war das Spielfilmdebüt des Regisseurs Michael Lehmann (Lügen haben lange Beine, 40 Tage und 40 Nächte).

## Handlung
An der US-amerikanischen Highschool Westerburg High wird das soziale Leben von einer Mädchen-Clique bestimmt, die aus drei hübschen und wohlhabenden Mädchen, die alle auf den Namen Heather hören (engl. Plural „Heathers“), sowie der etwas introvertierten Veronica besteht. Während die drei Heathers ihre Rolle als tonangebende „Elite“ genießen und ihre Stellung benutzen, um andere Schüler zu schikanieren, fühlt Veronica sich in der Gesellschaft des Trios zunehmend unwohl und sympathisiert heimlich mit deren Opfern, ohne freilich die Stärke aufzubringen, mit ihren Freundinnen zu brechen.
Als sie den rebellischen Draufgänger Jason „J. D.“ Dean trifft, der kürzlich aus Kansas an ihre Schule gekommen ist, meint Veronica einen Weg entdeckt zu haben, um dem sozialen System der Highschool zu entkommen. Schon bald beginnen die beiden – wie Veronica meint „aus Spaß“ und „nur in Gedanken“ – Pläne zu entwerfen, wie man sich der drei Heathers durch Mordaktionen entledigen könnte.
Heather Chandler stirbt, als Veronica ihr nach einer durchfeierten Nacht einen „Anti-Kater-Trunk“ reicht, ohne zu wissen, dass das Brechmittel, das sie dem Getränk beigemischt hatte, um ihrer „Freundin“ eine Lektion für eine grobe Abfuhr in der vergangenen Nacht zu erteilen, von J. D. unbemerkt durch einen in einem identischen Becher zusammengemixten Trunk voller Rohrreiniger und anderer Chemikalien ersetzt worden ist. Um die Tat zu vertuschen, fälschen die beiden – unter Ausnutzung von Veronicas Talent, jede Handschrift glaubhaft nachahmen zu können – einen Abschiedsbrief, der den Tod des Mädchens wie Selbstmord aussehen lässt.
Wenige Tage später bewegt J. D. Veronica dazu, ihm zu helfen, zwei Footballspielern, die Veronicas Ruf durch die Lancierung von „Erlebnisberichten“ über Veronicas sexuelle „Umtriebigkeit“ ramponiert haben, „eins auszuwischen“: Erneut erweist sich J. D.s vermeintlicher Streich als eine tödliche Lüge. Die angebliche Trickmunition, mit der die beiden Jungs erschreckt werden sollen, entpuppt sich als scharfe Munition. Um den Doppelmord zu vertuschen, hinterlassen Veronica und J. D. erneut einen gefälschten Abschiedsbrief, der den Eindruck erweckt, als ob die Toten eine homosexuelle Beziehung gehabt hätten und sich aus Unverständnis der Außenwelt für ihre „Veranlagung“ getötet hätten.
Veronica bekommt zunehmend Schuldgefühle ob ihrer Mitschuld an J. D.s Taten und eröffnet ihm, dass sie sich an keinen weiteren „Streichen“/Morden mehr beteiligen wird. Als dieser ein „Nein“ nicht akzeptieren will und auf ihrer weiteren Mithilfe beharrt – er droht, sie im Falle einer Weigerung zu töten – täuscht Veronica einen Selbstmord durch Erhängen vor. In der Annahme, sie verloren zu haben, erzählt er von seinem Plan, die Highschool während eines Konzertes durch eine große Explosion zu zerstören.
Veronica verfolgt J. D. am nächsten Morgen in den Heizungskeller, wo J. D. eine Bombe vorbereitet. Es kommt zum Schusswechsel zwischen ihnen. Veronica schießt J. D.s Mittelfinger ab und zwingt ihn, die Bombe zu deaktivieren. J. D. kann nach draußen fliehen, wo er sich mit einem Sprengstoffgürtel selbst in die Luft jagt.
Veronica wandert kurz darauf benommen durch die Gänge der Highschool und beginnt eine Unterhaltung mit ihrer ehemals besten Freundin, der unbeliebten Schülerin Martha.

## Kritiken
- Das Lexikon des internationalen Films schrieb, der Film sei eine „pechschwarze Teenager-Groteske mit satirischen Seitenhieben auf die amerikanische Bilderbuchjugend“. Er schwanke „letztlich unentschlossen zwischen Satire und Thriller“.[1]
- Der Film wurde in den Band 101 Kultfilme die Sie sehen sollten, bevor das Leben vorbei ist aufgenommen.[2]

## Auszeichnungen
Heathers lief 1989 im Wettbewerb des Sundance Filmfestival und war für den Großen Preis der Jury nominiert. Regisseur Michael Lehmann und Produzentin Denise Di Novi erhielten 1990 den Independent Spirit Award für den besten Debütfilm.

## Serien-Fortsetzung
Sony Pictures Television begann 2009 mit der Entwicklung einer Fortsetzung in Serienform für das amerikanische Fernseh-Network Fox. Ausführende Produzentin war Jenny Bicks. Nachdem Fox auf eine Serienbestellung verzichtete, gab im September 2012 der amerikanische Kabel-Fernsehsender Bravo bekannt, eine Pilotfolge zu entwickeln. In der Serie wäre Veronica mit ihren Töchtern im Teenageralter zurück nach Sherwood gezogen, wo diese den Ashleys, den Töchtern der überlebenden Heathers, begegnen würden.
Im August 2013 wurde bekannt, dass Bravo die Entwicklung der Serie eingestellt hat.

## Musical-Adaption
Der Film wurde von 2010 von Laurence O’Keefe und Kevin Murphy als Musical adaptiert. Das Musical wurde unter anderem 2014 am Off-Broadway und 2018 und 2021 in West-End aufgeführt. Im Jahr 2020 wurden Auszüge des Musicals in einer Folge der Serie Riverdale gezeigt. 2022 wurde eine professionell gefilmte Bühnenaufführung des Musicals bei The Roku Channel veröffentlicht. Es liegt in deutscher Übersetzung von Matthias Busch bei Concord Theatricals vor.